# Annarita Grapputo
Annarita Grapputo (Torino, 14 giugno 1954) è un'attrice ed ex modella italiana.

## Biografia
Ha lavorato come attrice in diversi film italiani a partire dal 1975. Cresciuta a Carmagnola, inizia a lavorare come modella. Una delle sue fotografie viene notata da Carlo Lizzani, che le affida il ruolo di Daniela nel suo Storie di vita e malavita. Da allora, dopo aver posato senza veli per l'edizione italiana di Playboy nell'ottobre 1975, inizia a partecipare a diversi film, anche come protagonista come in Torino violenta. A volte è stata accreditata come Anna Rita Grapputo: nell'intervista a Playboy, diceva che il suo nome completo fosse Anna Rita Maria Clotilde Grapputo.
Abbandona le scene nel 1982.

## Filmografia

### Cinema
- Storie di vita e malavita, regia di Carlo Lizzani (1975)
- Lo stallone, regia di Tiziano Longo (1975)
- La lunga strada senza polvere, regia di Sergio Tau (1975)
- Roma drogata la polizia non può intervenire, regia di Lucio Marcaccini (1975)
- Come cani arrabbiati, regia di Mario Imperoli (1976)
- Torino violenta, regia di Carlo Ausino (1977)
- Poliziotto senza paura, regia di Stelvio Massi (1978)
- La villa delle anime maledette, regia di Carlo Ausino (1982)

### Televisione
- Morte di un seduttore di paese, regia di Nanni Fabbri – film TV (1978)
- Che fare?, regia di Gianni Serra – miniserie TV, 2 episodi (1979)
- La vedova e il piedipiatti, regia di Mario Landi – film TV (1979)
- Episodi della vita di un uomo, regia di Giuliana Berlinguer – film TV (1980)